# Morozzo
Morozzo là một đô thị tại tỉnh Cuneo trong vùng Piedmont của Italia, vị trí cách khoảng 70 km về phía nam của Torino và khoảng 14 km về phía đông bắc của Cuneo. Tại thời điểm ngày 31 tháng 12 năm 2004, đô thị này có dân số 1.985 người và diện tích 22,0 km².
Morozzo giáp các đô thị: Beinette, Castelletto Stura, Cuneo, Margarita, Mondovì, Montanera, Rocca de' Baldi và Sant'Albano Stura.